# Franz (Ferenc) Weisz
Franz (Ferenc) Weisz   (Budapest, 2 d'agost de 1893 - Auschwitz, 30 de setembre de 1944) va ser un pianista i compositor hongarès-neerlandes.

## Biografia
Ferenc Weisz va estudiar piano amb István Tomka (1855–1923) i composició amb Károly Aggházy al Nemzeti Zenede de Budapest. Acabada la guerra va rebre una plaça al conservatori, però el 1920, després de la derrota de la República Soviètica Hongaresa, va emigrar als Països Baixos, on hi vivien parents llunyans. A partir d'aleshores es va anomenar Franz Weisz i el 1932 va rebre la nacionalitat holandesa. Entre 1925 i 1934 es va casar amb la seva estudiant de piano i artista Henriette Roos (1903–1992). Va ser amic del compositor Dirk Schaefer i va escriure una breu biografia sobre ell a títol pòstum.
Weisz va treballar a Amsterdam com a professor de música i compositor autònom. Va compondre per a piano en arranjaments de música de cambra, però també per a orquestra simfònica. El 1929 cinc de les seves obres van aparèixer a Budapest. Només algunes de les seves composicions han sobreviscut íntegrament.
Va tocar sovint amb els violinistes Alfred Indig i Alexander Moskowsky, i amb Olga Moskowsky va fer l'estrena holandesa de la Suite Scaramouche de Darius Milhaud en la versió per a dos pianos el 1938. El 1938, Weisz es va convertir en assistent del pianista rus Aleksandr Borovski, però Borovsky va fugir als EUA el 1940, mentre que Weisz es va quedar als Països Baixos. El maig de 1943 va ser arrestat i deportat al camp de trànsit de Westerbork. El gener de 1944 va arribar al gueto de "Theresienstadt", on va participar breument en les activitats musicals dels presoners; va acompanyar el violinista txec Karel Fröhlich en una actuació. A finals de setembre de 1944, Weisz va ser deportat al camp de concentració d'Auschwitz i assassinat.

## Obres (selecció)
- Franz Weisz, Guido Adler: Ter Herinnering aan Dirk Schäfer 25 de novembre de 1873 - 16 de febrer de 1931. Amsterdam: Biblioteca Wereld, 1932

Composicions

- Estudi de concert per a piano 1913
- Suite per a piano 1922
- Nocturn per a piano 1924
- 5 peces per a piano (Rózsavölgyi, 1929)